# Renata Gil
Renata Gil Alcantara Videira (Rio de Janeiro, 14 de julho de 1971) é uma jurista e magistrada brasileira, que presidiu a Associação dos Magistrados Brasileiros entre os anos 2020 e 2022. Foi idealizadora da Campanha Sinal Vermelho contra a violência doméstica. 

## Formação acadêmica
Filha de professora e um delegado, Renata nasceu em São Gonçalo, no Rio de Janeiro. Foi em Niterói onde passou a infância. Formada em Direito pela Universidade Estadual do Rio de Janeiro (UERJ) tem especialização em Segurança Pública pela Universidade Federal Fluminense (NUCLEF-UFF) no primeiro semestre de 2007.

## Carreira profissional e presidência da AMB
Em 1998, após servir dois escritórios de advocacia, Renata tornou-se juíza de direito do Tribunal de Justiça do Estado do Rio de Janeiro (TJRJ), assumindo as Comarcas de Conceição de Macabu (1998-2001) e Silva Jardim (2001-2003). Posteriormente, assumiu a titularidade da 2ª Vara de Rio Bonito (2003-2007), quando em outubro de 2007, foi empossada titular da 40ª Vara Criminal da Comarca Capital.

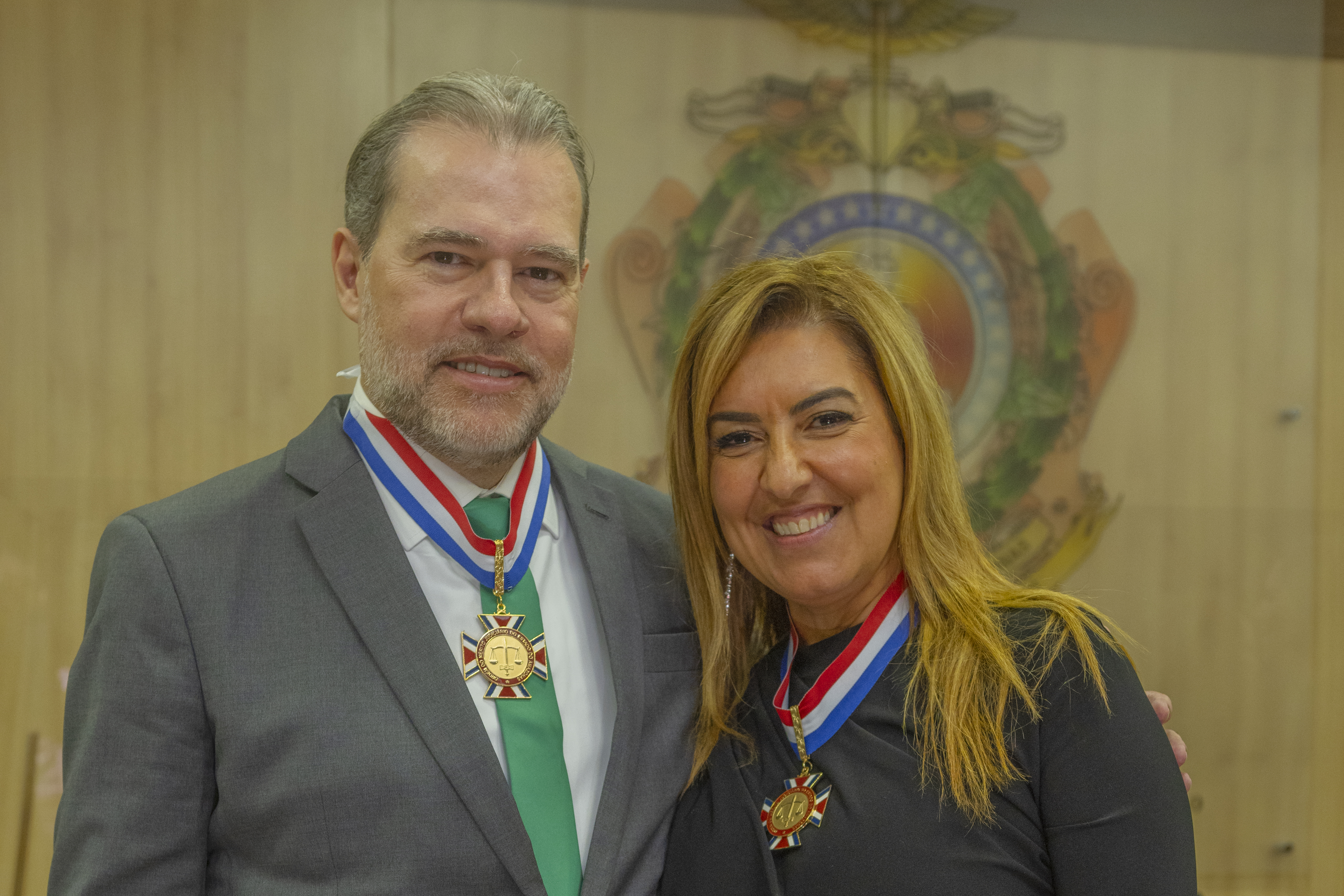
Gil recebe Medalha do Mérito Judiciário do Tribunal de Justiça do Amazonas por seu trabalho na Associação dos Magistrados Brasileiros (2022)

Foi coordenadora dos Pólos Eleitorais do Rio de Janeiro para as eleições de 2012, além de atuar como coordenadora adjunta da pesquisa “Quem somos. A magistratura que queremos. “, realizada em conjunto pela Associação dos Magistrados Brasileiros e Pontifícia Universidade Católica do Rio de Janeiro (PUC-RJ).
Obteve destaque com a criação e coordenação da Central de Assessoramento Criminal no TJRJ, cartório de funcionários “sem rosto”, iniciativa reconhecida como modelo pelo Conselho Nacional de Justiça (CNJ).
De 2008 até 2010, foi representante da Associação dos Magistrados do Estado do Rio de Janeiro (AMAERJ). Em janeiro de 2011, Renata foi eleita Vice-Presidente de Direitos Humanos da Associação dos Magistrados Brasileiros (AMB) para o triênio 2011/2013.
Em fevereiro 2016, foi eleita presidente da AMAERJ, biênio 2016/2017, destacando em sua gestão a necessidade de uma promoção maior da igualdade de gênero e raça dentro dos tribunais brasileiros. Renata foi responsável pela organização do prêmio “AMAERJ Patrícia Acioli de Direitos Humanos” que premia diversas ações relativas à pautas sociais importantes. No mesmo ano foi empossada Vice-Presidente institucional da Associação dos Magistrados Brasileiros, triênio 2017/2019.
Em seu segundo mandato como presidente da AMAERJ, reeleita com 685 votos, no biênio 2018/2019, criou o projeto socioambiental Remada Limpa, uma ação voluntária de conscientização ambiental e coleta de lixo com canoas havaianas na Baía de Guanabara, sede das competições de vela na Olimpíada 2016.
No ano de 2019, Renata foi eleita Presidente da Associação dos Magistrados Brasileiros, triênio 2020/2022, com quase 80% dos votos, sendo a primeira mulher a assumir a presidência da AMB, reafirmando a necessidade de união da magistratura brasileira e aproximação com a sociedade. A jurista passou a integrar o grupo de trabalho criado pela presidência do Conselho Nacional de Justiça (CNJ) que institui a política nacional de incentivo a participação institucional feminina no Poder Judiciário.

## Campanha Sinal Vermelho

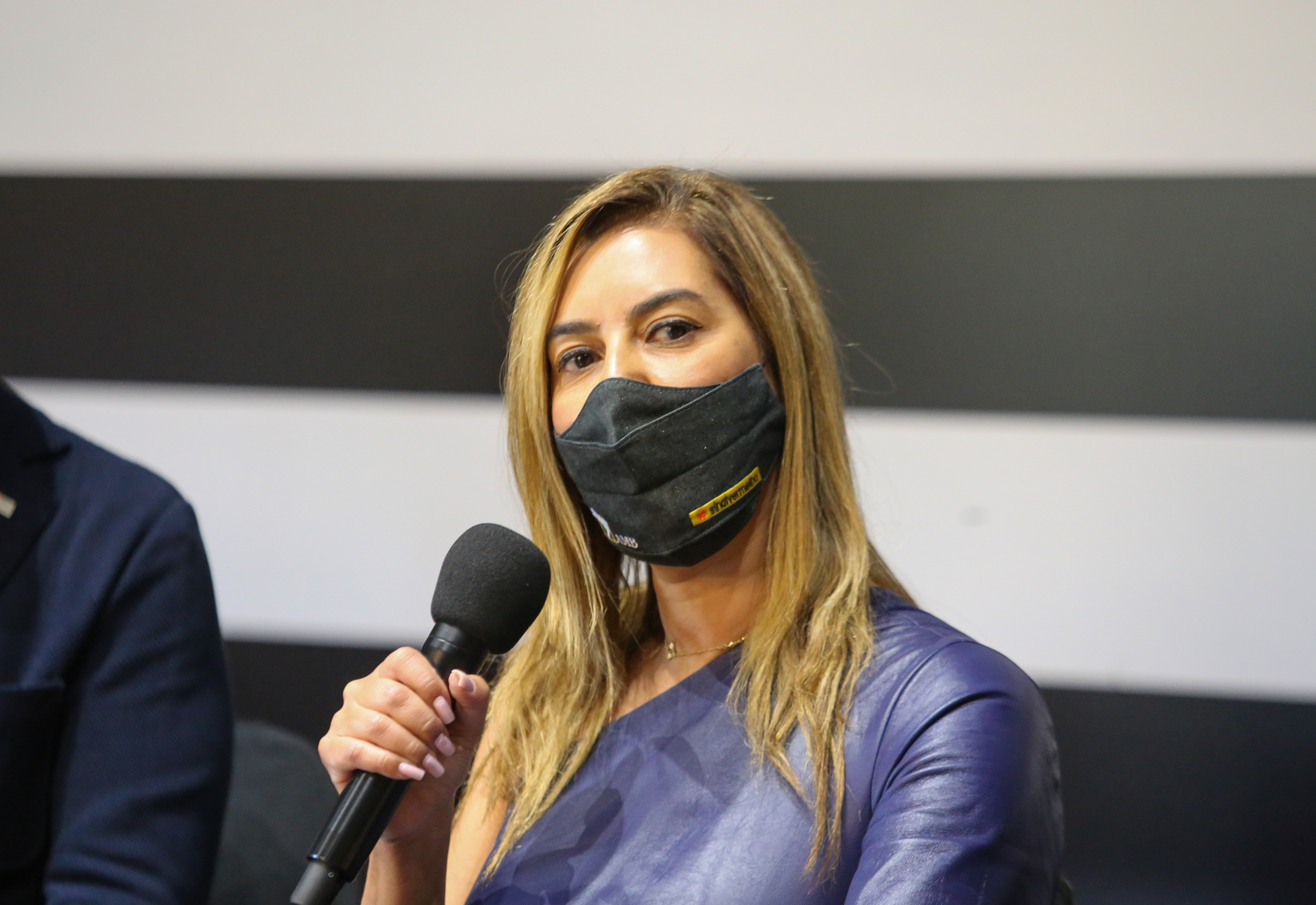
A jurista em lançamento da parceria entre Campanha Sinal Vermelho e Governo do Estado de São Paulo.

Em 2020, a magistrada idealizou a Campanha Sinal Vermelho Contra à Violência Doméstica, fruto de uma parceria entre a Associação dos Magistrados Brasileiros e o Conselho Nacional de Justiça. A iniciativa busca salvar mulheres vítimas de violência doméstica de seus agressores através de um X vermelho feito de batom na palma na mão. No ano de 2021, a campanha se tornou lei federal, após importante articulação política de Renata Gil no Parlamento brasileiro. Atualmente, Renata é uma das principais ativistas da causa no mundo, conquistando inúmeros prêmios por sua atuação.

## Principais artigos e Entrevistas
- https://www.correiobraziliense.com.br/cidades-df/2021/08/4941167-o-sistema-patriarcal-sofre-abalos-e-vai-ruir-diz-renata-gil.html
- https://www1.folha.uol.com.br/opiniao/2020/03/mulheres-e-democracia.shtml
- https://politica.estadao.com.br/blogs/fausto-macedo/tecnologia-no-sistema-de-justica-uma-nova-onda-de-renovacao/
- https://amaerj.org.br/noticias/revista-forum-lider-nacional/